# 河南的名称
河南省是中华人民共和国中南地区的一个省份，简称“豫”。

## “河南”省名的语源
河南省位于中国中东部、黄河中下游，因大部分地区位于黄河以南，故称“河南”。
“河南”一词最早并非地名，而是指黄河以南，如《周礼·职方》中有“河南曰豫州”的记载，其所称的豫州大致包括今河南省大部及安徽省北部。秦汉时期还曾将秦昭襄王长城以北、黄河以南的地域称为“河南地”，位于今宁夏回族自治区南部、陕西省陕北地区和内蒙古自治区鄂尔多斯市一带，与河南省无涉。
公元前206年，西楚霸王项羽分封诸侯，将瑕丘人申阳被封为河南王，以洛阳为都建立河南国，位于今河南省洛阳市一带。公元前205年，河南王申阳投降汉王刘邦，河南国被改为河南郡。魏晋南北朝时期，河南郡与河南尹几经变换。隋朝，改为河南郡。唐朝，改为河南府，隶属于都畿道。